# Cantó d'Ermont
El cantó d'Ermont és un cantó francès del departament de Val-d'Oise, situat al districte de Pontoise. Des del 2015 compta amb dos municipis i el cap és Ermont.

## Municipis
- Eaubonne
- Ermont

## Història
| Data d'elecció                           | Identitat               | Partit                            | Qualitat |
| ---------------------------------------- | ----------------------- | --------------------------------- | -------- |
| 1967-1976                                | Robert Bichet           | divers droite                     |          |
| 1976-1994                                | Jacques Berthod         | divers droite                     |          |
| 1994-2001                                | Pierre-François Siméoni | Ecologista, després divers droite |          |
| 2001-                                    | Lionel Georgin          | RPR, després UMP                  |          |
| les dades anteriors no són pas conegudes |                         |                                   |          |
|                                          |                         |                                   |          |

## Demografia
| A partir de 1990: Població sense dobles comptes |